# Viola vaudensis
Viola vaudensis är en violväxtart som beskrevs av Heinrich Carl Haussknecht och August Gremli.
Viola vaudensis ingår i släktet violer och familjen violväxter. Inga underarter finns listade i Catalogue of Life.